# Pulau (Pajar Bulan)
Pulau is een bestuurslaag in het regentschap Lahat van de provincie Zuid-Sumatra, Indonesië. Pulau telt 416 inwoners (volkstelling 2010).